# قائمة محررات بي إتش بي
على الرغم من انه يمكنك كتابة أي كود بي إتش بي بواسطة برنامج المفكرة العادي إلا أنه من الأفضل استخدام المحررات المتطورة لأنها ستساعدك على انجاز عملك بسرعة وتساعدك على متابعة الاخطاء، حيث يوجد العديد من المحررات التي تمكنك من كتابة أكواد لغة بي إتش بي بعضها مجاني والآخر غير مجاني.

## أمثلة على المحررات

### كسوف
يمكنك من استخدام بيئة العمل المسماة eclipse لكتابة أكواد ال php الخاصة بك عن طريق إضافة تسمي phpEclipse، من مميزات هذا المحرر، انه يسهل عليك تتبع الاخطاء عن طريق ربط البرنامج ب xdebug، يحتوي على خاصية الاستكمال التلقائي، وتلوين الكود وبيئة العمل تلك حرة مفتوحة المصدر ومجانية ويعمل على أكثر من بيئة منها بيئة ويندوز وبيئة اللينوكس

### بي أس باد (محرر نصوص)
برنامج حر ومجاني يحتوي على الكثير من الخصائص المفيدة التي قد تفيدك أثناء البرمجة
منها خاصية الاستكمال التلقائي وتلوين الكود ويعمل على ويندوز فقط

### إديت بلس (محرر نصوص)
برنامج غير مجاني يحتوي على العديد من المميزات ويعمل على بيئة ويندوز ويمكنك تشغيلة على لينوكس بواسطة wine

### جي إديت
محرر النصوص الأساسي في واجهة gnome في لينوكس